# Dartry Mountains
Dartry Mountains (iriska: Sléibhte Dhartraí) är en bergskedja i republiken Irland. Den ligger i grevskapet Sligo och provinsen Connacht, i den norra delen av landet. Bergskedjans högsta punkt är berget Truskmores topp, 647 meter över havet.